# Pfarrhaus (Eching am Ammersee)

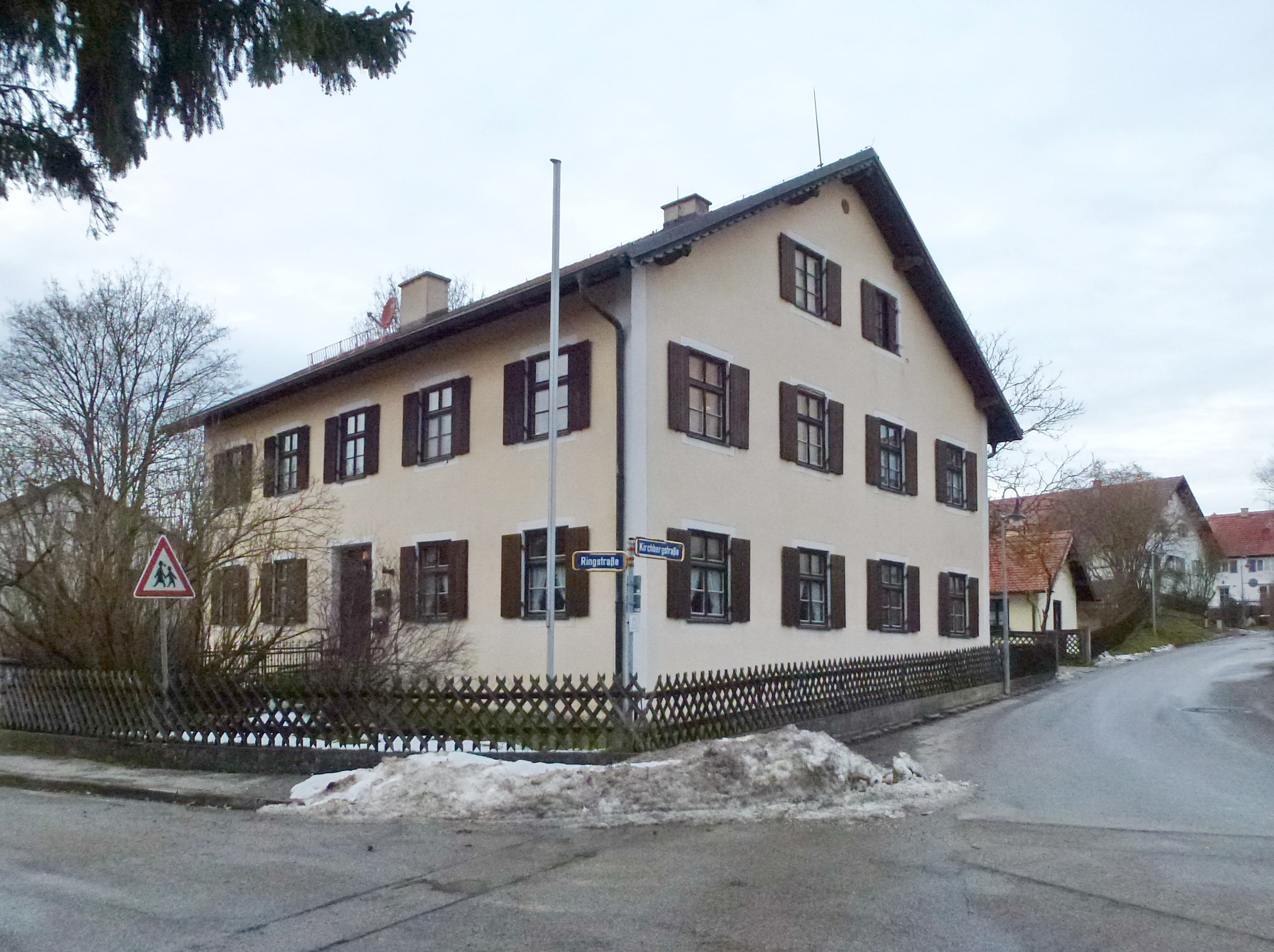
Ehemaliges Pfarrhaus in Eching am Ammersee

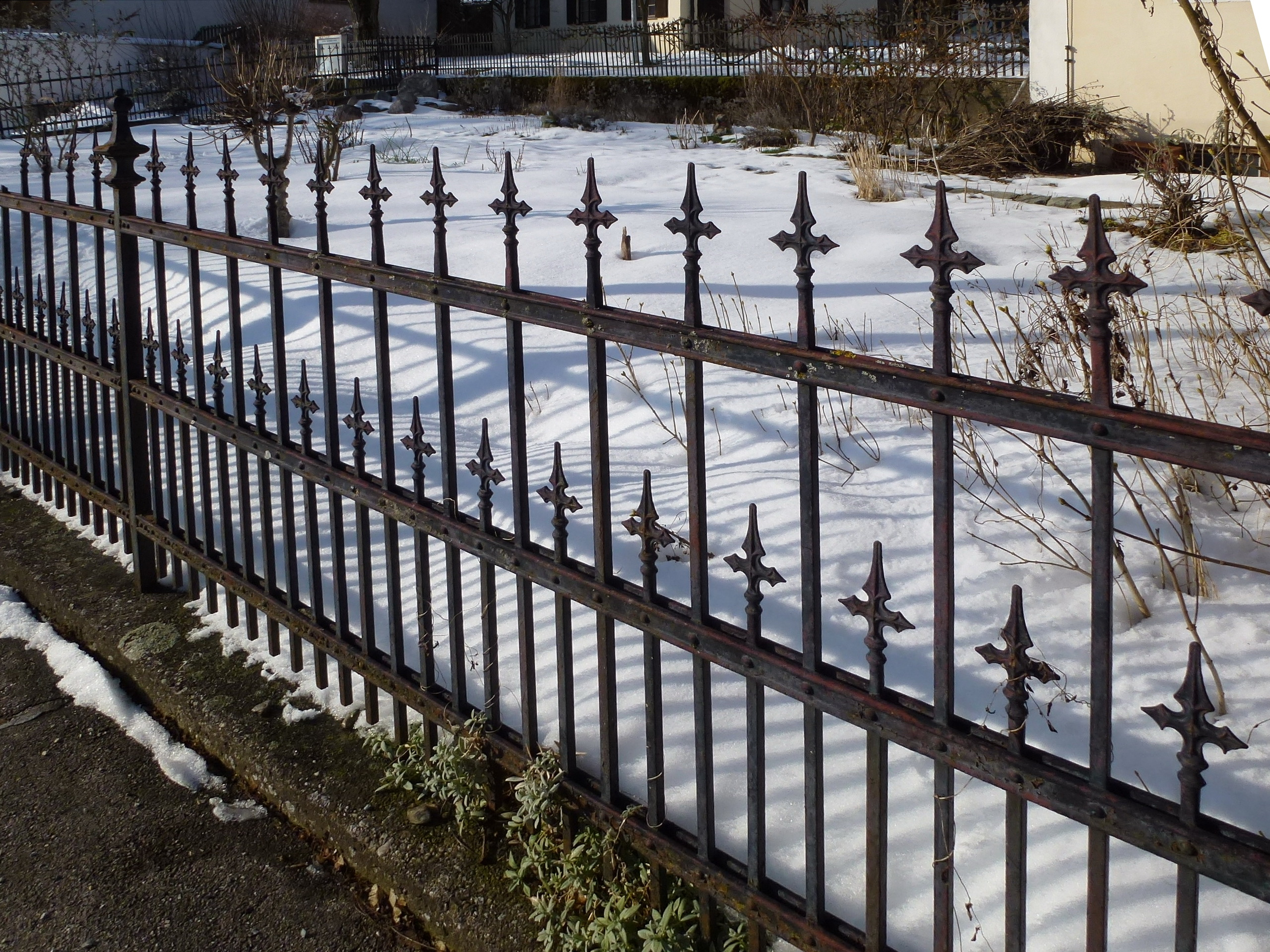
Eisengitterzaun

Das Pfarrhaus in Eching am Ammersee, einer Gemeinde im oberbayerischen Landkreis Landsberg am Lech, wurde 1873/74 errichtet. Das ehemalige Pfarrhaus an der Ringstraße 22, auf einem Eckgrundstück westlich gegenüber der katholischen Pfarrkirche St. Peter und Paul, ist ein geschütztes Baudenkmal.

## Beschreibung
Das zweigeschossige Satteldachbau mit biedermeierlich gestalteten Türen an den beiden Traufseiten besitzt vier zu fünf Fensterachsen. Die Ecken werden durch farblich abgesetzte Lisenen betont. 
Zum Pfarrhaus gehört ein ehemaliges Backhaus, ein eingeschossiger kleiner Satteldachbau, sowie die Einfriedung mit einem Eisengitterzaun aus den Jahren 1873/74.